# Time Bandits
Time Bandits är en brittisk film från 1981, i regi av Terry Gilliam. Den är en fantasy-film producerad och regisserad av Terry Gilliam – mannen bakom animeringarna i Monty Pythons flygande cirkus. Producent var Hand Made Films, vars George Harrison även bidrog med musik till filmen.
Gilliam skrev filmmanus tillsammans med Michael Palin (också medlem av Monty Python), som även spelar mot Shelley Duvall i de mindre återkommande rollerna "Vincent" och "Pansy". Filmen hade premiär i Storbritannien 16 juli 1981 och premiärvisades i Sverige 12 februari 1982, då med (under)titeln Det våras för banditerna.

## Handling
Filmens huvudroll spelas av den unge pojken Kevin (spelad av Craig Warnock) som ignoreras av sina föräldrar. De bor i ett sterilt modernt etagevåningshus fullt med hushållsmanicker. Kevins mor är besatt av att hålla jämna steg med grannarna vad gäller att skaffa de senaste prylarna. Alla möbler i lägenheten är inplastade och Kevins föräldrar sitter nästan jämt framför TV:n och TV-programmet Your Money or Your Life (svenska: "Pengarna eller livet"). Kevin älskar historia – främst berättelser från det antika Grekland. Föräldrarna är helt likgiltiga inför hans försök att dela med sig av sin entusiasm.
En natt väcks Kevin av ett ljud som kommer från hans garderob. Plötsligt stormar en riddare till häst genom garderobsdörrarna och rider iväg i en allé som för tillfället tycks ha ersatt en av rummets väggar. Kevin blir nyfiken på vad som ska komma ur garderoben nästa gång och förbereder sig med ficklampa och kamera nästa natt. Den här gången är det en grupp med sex dvärgar. När de tittar på en karta för att hitta en väg ut blåser en vind upp i rummet och den Högstes glödande anlete visar sig. Den Högste kräver att de lämnar tillbaka kartan som de stulit annars kommer den orsaka dem stor fara. Genom att skjuta på en vägg i rummet lyckas de sex dvärgarna och Kevin fly in i ett svart tomrum.
Den stulna kartan visar tidsportaler – hål i rumtidens konstruktion. Den var avsedd att hjälpa dvärgarna i deras arbete med att laga rumtidens konstruktion men när de sparkades ut från universums reparationsavdelning bestämde de sig för att med hjälp av kartan bli "rika som troll". De använder den till att hoppa in i olika tidsperioder för att råna rika och berömda. Under tiden är även Ondskan (spelad av David Warner) ute efter kartan för att ta herraväldet över universum och göra den till sin egen avbild.
Banditerna strövar genom historien och stjäl allt de kommer över. De tar sig från Napoleon I:s Frankrike till Sherwoodskogen och Robin Hood (spelad av John Cleese) till Mykene i Grekland där Kevin blir vän med den legendariska kung Agamemnon (spelad av Sean Connery), till Titanic i början 1900-talet. Ovetande om att de får hjälp av Ondskan landar de till slut i "legendernas tid" (engelska: Time of Legends). De tar över ett skepp från ett troll och hans hustru och lyckas ta sig till Ondskans fästning av det slutliga mörkret. Trots hjälp från olika tidsepoker lyckas de inte besegra Ondskan förrän den Högste kommer till undsättning. Den Högste tar formen av en kostymklädd medelålders gentleman (spelad av Ralph Richardson) och förvandlar Ondskan till en rykande hög av stenar som han kallar "högkoncentrerad ondska". Den Högste beordrar dvärgarna att städa upp oredan och låter sedan Kevin återvända hem.
Kevin vaknar hemma i sitt rum och upptäcker att huset står i lågor. Han räddas av några brandmän. I säkerhet utanför huset tittar han i sin väska och hittar polaroidkorten han tagit under hela resan med dvärgarna; han förstår då att hans äventyr inte varit en dröm trots allt. I filmens oväntade och chockartade slut öppnar Kevins föräldrar orsaken till branden – en ugn innehållande den lilla biten glödande sten från Ondskan som dvärgarna missade. Kevin skriker "Mamma! Pappa! Det är ondska! Rör det inte!" Utan att lyssna vidrör hans föräldrar stenen och exploderar. En av brandmännen (spelad av Sean Connery) blinkar menande åt Kevin och kör sedan iväg. Kevin är ensam kvar bland de rykande askhögarna som var hans föräldrar och säger lågt "Mamma? Pappa?"

## Rollista (urval)
Vår tid
- Kevin – Craig Warnock
- Kevins far – David Daker
- Kevins mor – Sheila Fearn
- Compere (TV-programledare) – Jim Broadbent
- Reginald (tävlande i TV) – John Young
- Beryl (tävlande i TV) – Myrtle Devenish
- TV-hallåa (röst) – Chris Grant
- Brandman 1 – Andrew MacLachlan
- Brandman 2 – Sean Connery

Banditer
- Randall (ledare) – David Rappaport
- Fidgit – Kenny Baker
- Strutter – Malcom Dixon
- Og – Mike Edmonds
- Wally – Jack Purvis
- Vermin – Tiny Ross

1796
- Flyktingen – Leon Lissek
- Dockskådespelare – David Leland
- Napoleon I – Ian Holm
- Lucien (fransk general) – Terence Baylor
- Neguy (fransk general) – Preston Lockwood
- Teaterchef – Charles McKeown
- Den store Rumbozo – John Hughman

Medeltiden
- Vincent – Michael Palin
- Pansy – Shelley Duvall
- Robin Hood – John Cleese

Antikens Grekland
- Kung Agamemnon – Sean Connery
- Minotaur – Winston Dennis
- Grekisk krigare – Del Baker
- Drottning av Mykene – Juliette James

Legendernas tid
- Winston (troll) – Peter Vaughan
- Fru Troll – Katherine Helmond
- Brottaren på Fantasiön – Mike Cann

Det yttersta mörkrets fästning
- Ondskan – David Warner
- Robert – Derek Deadman
- Benson – Jerold Wells

Överallt
- Den Högste – Ralph Richardson
- Den Högstes röst – Tony Jay

## Produktion
Senare 1985 skulle Gilliam komma att åter samarbeta med flera av filmens skådespelare i 1985 års Brazil. Där medverkade bland andra Jim Broadbent, Ian Holm, Peter Vaughan, Katherine Helmond, Michael Palin och Jack Purvis.

### Uppföljare
Det har länge ryktats om en uppföljande film till Time Bandits och Gilliam har uttryckt avsikter att göra en. Tanken var att den skulle haft premiär senast 2000. Året 2000 skulle vara en milstolpe då den Högste skulle reflektera över universum och inse att han var så besviken att han ville avsluta det. Banditerna var de enda som kunde rädda universum. Emellertid har millennieskiftet passerat, och tre av de sex "banditerna" (David Rappaport, Jack Purvis och Tiny Ross) har avlidit.